# Helota thibetana
Helota thibetana is een keversoort uit de familie Helotidae. De wetenschappelijke naam van de soort is voor het eerst geldig gepubliceerd in 1841 door Westwood.